# Лупанда
Лупанда — деревня в Шекснинском районе Вологодской области.
Входит в состав сельского поселения Домшинского, с точки зрения административно-территориального деления — в Домшинский сельсовет.
Расстояние по автодороге до районного центра Шексны — 34 км, до центра муниципального образования Нестерово — 4 км. Ближайшие населённые пункты — Катаево, Дор, Кожевниково.
По переписи 2002 года население — 2 человека.